# Regio Insubrica

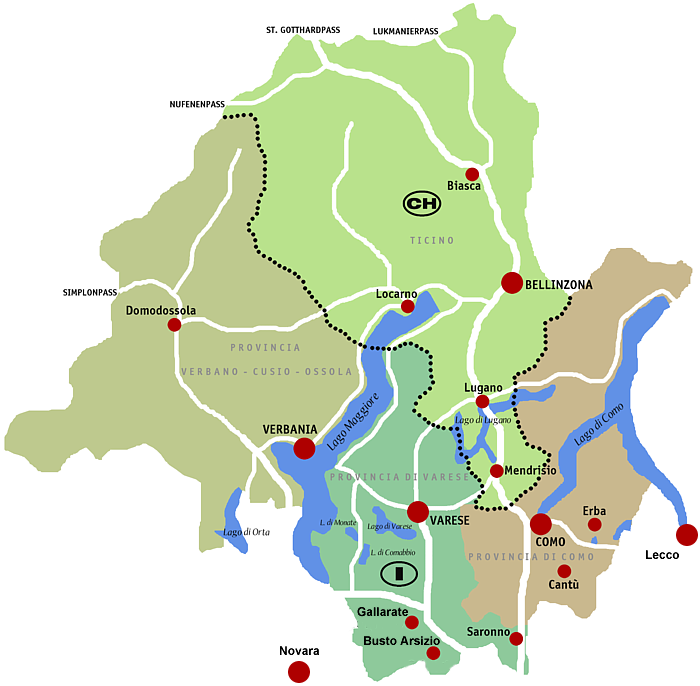
Das Gebiet der Regio Insubrica (seit 2007 auch mit Lecco und Novara)

Die Comunità di lavoro Regio Insubrica (deutsch etwa: Arbeitsgemeinschaft Regio Insubrica) ist ein privatrechtlicher Zusammenschluss in Übereinstimmung mit der Deklaration von Madrid von 1980 über die grenzüberschreitende Zusammenarbeit, mit dem Ziel, die Zusammenarbeit und die Integration in der Region der italienisch-schweizerischen voralpinen Seen (Comer See, Luganersee, Lago Maggiore) zu fördern. Der 1995 gegründeten Gemeinschaft gehören die Provinzen Varese, Como, Verbano-Cusio-Ossola, Lecco, Novara und der Schweizer Kanton Tessin an. Die Region umfasst das Gebiet an der Grenze zwischen der Schweiz und Italien.
Das aktuelle Symbol der Regio besteht aus sechs Piktogrammen mit den Erstbuchstaben der Gründerregionen der Regio (in der Reihenfolge Tessin, Provinz Como, Provinz Varese, Provinz Verbano-Cusio-Ossola) in lepontischer Schreibweise (Alphabet von Lugano).